# Babina daunchina
Babina daunchina es una especie de anfibio anuro de la familia Ranidae.

## Distribución geográfica
Esta especie es endémica de la República Popular China. Se encuentra:
- en el suroeste de Sichuan;
- en Yunnan.[3]

Habita entre los 1300 y 1900 m sobre el nivel del mar.

## Publicación original
- Chang, 1933 : A preoccupied name in Rana. China Journal of Science & Arts, Shanghai, vol. 18, p. 209.[4]